# پارک خیابان ۶۶۶
پارک خیابان ۶۶۶ (به انگلیسی: 666 Park Avenue) یک سریال آمریکایی محصول سال ۲۰۱۲ شبکه تلویزیونی ای بی سی است. داستان این سریال در مورد ساختمانی است که توسط شیاطین اداره می‌شود. صاحب ساختمان «گوین دوران» (با بازی تری اوکوئین) فردی است که دارای قدرت فرازمینی می‌باشد و برای رسیدن به اهداف خود از ساکنین آپارتمان استفاده می‌کند. در این بین یک دختر و پسر جوان به نام‌های جین فان وین (با بازی ریچل تیلور) و هنری مارتین (با بازی دیو آنابل) به این ساختمان می‌آیند و به محض ورود متوجه اتفاقات عجیب در این ساختمان می‌شوند.

## خلاصه داستان
جین فان وین و هنری مارتین دو جوانی هستند که در دوران نامزدی به سر می‌برند و با پول کمی که دارند به دنبال خانه‌ای برای زندگی خود هستند که به یک ساختمان قدیمی به نام «دریک» می‌رسند. صاحب ساختمان گوین دوران پیشنهاد می‌کند تا با اجاره بهای بسیار پایین این زوج در این آپارتمان بمانند. جین و هنری که این موقعیت را یک شانس بزرگ دیدند حاضر شدند تا در این ساختمان بمانند. چندی بعد ارتباط بین جین و هنری با گوین بیش از پیش خوب می‌شود تا اینکه کمتر از یک ماه از ورود آنها به آپارتمان جین به عنوان مدیر ساختمان انتخاب می‌شود. جین پس از مدیر شدن به تمام اتاق‌های ساختمان می‌رود اما متوجه اتفاقات عجیبی می‌شود. پس از پیگیری‌های جین در مورد اینکه بفهمد قضیه این ساختمان چه است، در زیر زمین یک نقش اژدهایی را می‌بیند که با گذاشتن گردنبندی که مادربزرگش به او داده این نقش باز شده و یک راه پله‌ای را باز می‌کند. جین راه پله را تا پایین می‌رود و متوجه می‌شود که مادربزرگ وی از قدیم در این ساختمان بوده است و روح این ساختمان با شیاطین است. هر کس در این ساختمان می‌تواند هر آرزویی که می‌خواهد بکند تا برآورده شود اما برای برآورده شدن آن یک چیز مهم وی از بین می‌رود.

## بسته شدن سریال
پس از پخش شدن ۹ قسمت این سریال شبکه تلویزیونی ای بی سی در ۲۱ نوامبر ۲۰۱۲ تصمیم به بستن سریال کرد و اعلام کرد چهار قسمت پایانی این سریال در تابستان پخش می‌شود. اما از طرفی شبکه رسانه اسپانیا (کایه ۱۳) با خرید مجوز پخش این سریال چهار قسمت پایانی را از کشور خودش پخش کرد.

## بازیگران
- ریچل تیلور در نقش جین فان وین مدیر ساختمان دریک[۱]
- دیو انابل در نقش هنری مارتین نامزد جین[۲]
- رابرت باکلی در نقش برایان لئونارد از ساکنین آپارتمان دریک.[۳]
- مرسدس میسون در نقش لوئیز لئونارد، همسر برایان و عکاس[۳]
- هلنا متسون در نقش الکسیس بلوم، دوست لوئیز که به خاطر آرزویش مجبور به رابطه با برایان می‌شود[۴]
- اریک پالادینو در نقش تونی دی مئو نگهبان ساختمان دریک[۵]
- سامانتا لوگان در نقش نونا کلارک، دختر باهوش ساختمان دریک که در حل معماها به جین کمک می‌کند[۶]
- ونسا ویلیامز در نقش اولیویا دوران همسر گوین و یکی از صاحبان اصلی ساختمان دریک[۷]
- تری اوکوئین در نقش گوین دوران صاحب اصلی ساختمان دریک[۸]
- تدی سیرس در نقش کارگاه هیدن کوپر
- آبری دالر در نقش آنی مورگان[۹]
- انریکه مورچیانو در نقش دکتر تد اسکات[۱۰]
- تسا تامپسون در نقش ساشا دوران[۱۱]
- نیک چینلاند در نقش ویکتور شاو[۱۲]
- ووپی گلدبرگ در نقش ماریس الدر[۱۳]
- میشا کودنزتوف در نقش کندینسکی